# Справа Чарльза Декстера Ворда
«Справа Чарльза Декстера Ворда» (англ. The Case of Charles Dexter Ward) — роман американського письменника жахів і фантаста Говарда Лавкрафта. Твір був написаний на початку 1927 року, а вперше опублікований у журналі «Weird Tales» 1941 року. Це найбільший за обсягом роман Лавкрафта, не рахуючи написаного ним у співавторстві з Августом Дерлетом «Той, хто зачаївся біля порогу».
Українською перекладений 2017 року в складі другого тому повного зібрання прозових творів Говарда Лавкрафта.

## Сюжет
Головний герой роману — Чарльз Ворд, молодий чоловік, який захоплюється історією та архітектурою рідного Провіденсу. Розповідь починається з моменту, коли він (як прийнято вважати) тікає з психіатричної лікарні, куди потрапив через численні фізіологічні і психічні порушення, невідомі тогочасній науці. Чарльз мав незвичайну форму амнезії — слабо орієнтувався в сучасному житті, зате прекрасно розумівся на старовині. За час хвороби його вигляд дещо змінився — зникли впізнавані родимки, але на грудях з'явилася дивна темна пляма, а тканини тіла набули незвичайної рихлої структури. Розслідуванням його випадку зайнявся Маріус Віллет, лікар сім'ї Вордів, від імені котрого ведеться частина розповіді.
З дитинства Чарльз Ворд цікавився старовиною та історією. Займаючись генеалогічними дослідженнями, він заходить серед своїх предків якогось Джозефа Карвена, який в 1692 втік з Салема в Провіденс внаслідок небезпідставної підозри в заняттях чаклунством. На новому місці Карвен продовжив свої магічні досліди, зокрема, експерименти з воскрешання мертвих. Довгий час городяни боялися окультиста, оскільки він не старів (в 100 років виглядав на 30-35), а до його безлюдної ферми постійно поставлялися великі партії їжі, одягу та загадкові довгі ящики. Деякий час Карвен займався благодійністю та одружився з Елізою Тіллінгест, дівчиною зі знатної сім'ї, аби розвіяти страхи городян. Езра Віден, молодий корабельний штурман, чиї заручини з Елізою були розірвані, вирішив помститися Карвену і став збирати інформацію про нього. Потайки він спостерігав за фермою. З'ясувалося, що вночі там чулися дивні звуки, крики і завивання, було чути допити. Після повені на території біля володінь Карвена розмило береги, звідки вода вимила численні людські кістки. Одного разу на полі знайшли мертвого чоловіка, в якому впізнали померлого 50 років тому. Віден розповів про свої знахідки поважним жителям міста і ті стали перехоплювати пошту Карвена. В листах йшла мова про окультні експерименти і попередження не викликати когось. На ферму чаклуна була влаштована чітко спланована нічна облава, під час якої відбувалися дивні речі, але зловісний ритуал було перервано, а Джозеф Карвен убитий.
Дізнавшись про свого сумнозвісного пращура, Чарльз Ворд присвячує весь свій час дослідженням життя чаклуна. Так він знаходить портрет Джозефа Карвена (дуже схожий на самого Ворда), його зашифрований щоденник, а пізніше — його могилу. Характер чоловіка сильно змінюється. Він з головою поринає в заняття окультизмом, покинувши колишнє захоплення старовиною. Він відмовляється вступати до університету, пояснюючи це тим, що його дослідження можуть дати більші знання, ніж будь-який університет, і проводить кілька років у Європі, де вивчає таємні вчення. З щоденника предка і від європейського старця він дізнається, що померлу людину можна відродити з «основних солей» відповідним ритуалом. В результаті йому вдається повернути до життя свого далекого предка Карвена. Той деякий час живе як асистент Ворда на ім'я Аллен, а їхню схожість маскує, носячи накладну бороду. Через конфлікти з нащадком, особливо протести проти розкопування могил для експериментів, Джозеф Карвен вбиває Чарльза Ворда і, користуючись їхньою схожістю, займає його місце. Однак, культурний шок від зустрічі з новим часом породжує численні дивацтва в поведінці.
Лже-Чарльз купує будинок, куди, як і півтора століття тому, постачаються харчі і довгі ящики. В газетах друкуються новини про розорення могил і випадки вампіризму в місті. Батько Чарльза, Теодор, змушений помістити сина в приватну лікарню, не знаючи, хто він насправді.
Весь цей час доктор Віллетт намагається розгадати загадку таємничих змін, що відбулися з Чарльзом Вордом. Пошуки приводять доктора у катакомби, де Чарльз тримав свою лабораторію. В підземеллях він знаходить склад трун, вівтар, залишки лабораторії та колодязі, на дні яких шкребуться якісь істоти. В кімнаті, де стоять колби з різнокольоровим порошком, згадуваними «основними солями», доктору Віллетту вдається викликати якусь надприродну істоту, яка наказує знищити «Ворда» — Джозефа Карвена. Бажаючи упевнитися в загибелі останнього, доктор обшукує будинок Ворда і знаходить тіло Чарльза. Потім він приходить до лікарні і розповідає окультистові, що йому все відомо. Карвен починає здійснювати загрозливий ритуал, але Віллет промовляє заклинання з його ж рукопису, яке знищує повернених до життя мертвих і цим вбиває Джозефа Карвена. Батькам Ворда він шле лист з вказівками поховати їхнього справжнього сина, який був лише людиною, яку цікавість завела надто далеко.

## Герої
Чарльз Декстер Ворд — молодий чоловік, котрий захоплюється старовиною, проживає в місті Провіденс у Род-Айленді. Займався пошуками свого предка Джозефа Карвена, які нібито призвели до повного переродження особи і безумства. Протягом усього роману читач спостерігає за подіями його життя, які привели до божевілля і наступної смерті. У 1918 р. Чарльз почав навчання в школі Мозеса Брауна. Він був постійно зайнятий історичними та генеалогічними дослідженнями в міському архіві, в мерії, в публічній бібліотеці, в «Атенеумі», в Історичному товаристві, в бібліотеках Джона Картера Брауна і Джона Хея в університеті Брауна, а також в нещодавно відкритій бібліотеці Шеплі на Бенефіт-стріт. У характері Чарльза Ворда можна помітити подібність з автором. С. Джоші виділяє три риси натури Лавкрафта: любов до дивного й фантастичного; любов до стародавнього та незмінного; любов до істини та наукової логіки. Чарльз Ворд також захоплений старовиною та історією Провіденсу, наукою (зокрема, хімією) і надприродними явищами.
Теодор Хоуленд Ворд — батько Чарльза, який співпрацював із доктором Вілеттом, щоб допомогти Чарльзу. Дбайлива ділова людина, позбавлена спочатку забобонів і віри в надприродне. Схвалив і підтримав Чарльза в покупці страхітливого портрета Джозефа Карвена в 3/4 натуральної величини. Портрет був встановлений в Бібліотеці Чарльза над каміном. Коли поведінка сина стало викликати занепокоєння, став допомагати доктору Віллетту в його розслідуванні. При цьому доктору належала чільна роль, оскільки батьківські почуття заважали Теодору бути об'єктивним.
Джозеф Карвен — чаклун, який втік з Салема в Провіденс в 1692 році за часів полювання на відьом. Займався воскресінням мертвих, в тому числі і великих мислителів людства, щоб скористатися їхніми знаннями. Свої хімічні і чаклунські досліди проводив на фермі в Потаксеті (поблизу від Провіденсу), у секретних катакомбах. Звідти часто чули крики, стогони і розмови на різні голоси. У звичайному житті був успішним торговцем і одним з головних експортерів колонії. Не гребував і контрабандою (втім, в ті часи це не вважалося негожим) і работоргівлею (використовував рабів як піддослідний матеріал). Карвен володів характерною особливістю — він не старів з часом і в 100 років виглядав на 30-35. Це, а також характер його занять вселяли у городян страх і ненависть. Карвен, однак, намагався завоювати становище в суспільстві, для чого жертвував гроші на благодійні цілі і навіть уклав вигідний шлюб з дівчиною з шляхетної родини, Елізою Тіллінгаст. Пізніше у них народилася дочка Анна. Цей шлюб, як з'ясувалося пізніше, мав неприємні для Карвена наслідки. Знехтуваний наречений Елізи Езра Віден почав розслідування діяльності оккультиста. У результаті була проведена облава на ферму в Потаксеті, а сам Джозеф Карвен — убитий.
Після смерті Карвен зумів вплинути на Чарльза Ворда і змусити воскресити себе. Деякий час він жив з Вордом під виглядом колеги, доктора Аллена. Пізніше, користуючись незвичайною схожістю з нащадком, вбив його і зайняв його місце. Його таємниця все ж була розгадана доктором Віллеттом, і Карвен закінчив свої дні в приватній лікарні — цього разу, остаточно.
Характер Джозефа Карвена суперечливий, у ньому поєднуються різні риси. З одного боку, це гострий розум і освіченість (про що свідчить зібрання книг в його бібліотеці), хитрість і обережність, що дозволяють йому приховувати свої заняття від городян, зневага до питань моралі і моральності. З іншого боку — прагнення завоювати місце в суспільстві, бажання завести сім'ю і продовжити свій рід. Листування з двома окультистами, Орном і Хатчинсоном, показує, що вони були не тільки колегами, але й добрими друзями.
Джозеф Карвен подібний до таких персонажів Лавкрафта, як Уїлбур Уотлі і його батько (Данвічський жах), Ефраїм Вайт (Потвора на порозі), Обед Марш (Морок над Іннсмутом).
Маріус Бікнелл Віллетт — лікар родини Вордів, від початку і до кінця спостерігав за змінами, що відбуваються з Чарльзом. Провів власне розслідування, в результаті якого дізнався страшну правду про досліди молодої людини і про відродженого її предка, у знищенні якого зіграв вирішальну роль. Саме йому Чарльз Ворд показував папери і щоденник Карвена, йому ж написав відчайдушний лист з проханням про допомогу. На відміну від більш ортодоксальних колег, вважав, що божевілля Ворда настало набагато пізніше встановленого ними терміну.
Будучи практикуючим лікарем, Віллетт в той же час допускав можливість існування надприродних сил, довіряв Ворду і результатами його досліджень. У катакомбах знайшов колодязі з кошмарним потворними істотами, які викликали у нього сильний шок. При знищенні Карвена використовував магічну формулу, викликавши Йог-Сотота.

## Адаптації
- «Зачаклований замок» (англ. The Haunted Palace) — фільм 1963 року, знятий за мотивами твору[1].
- «Воскреслий» (англ. The Resurrected) — фільм 1991 року, знятий на основі твору[2].
- «Dark Adventure Radio Theatre: The Case of Charles Dexter Ward» — радіоп'єса 2013 року, створена товариством The H. P. Lovecraft Historical Society[3].